# Obira
Obira (Japans: 小平町, Obira-chō) is een Japanse Stad en gemeente in de prefectuur Hokkaido. In 2007 telde de stad 4,010 inwoners (6.4 km²) en een oppervlakte van 627.29 km².

## Galerij

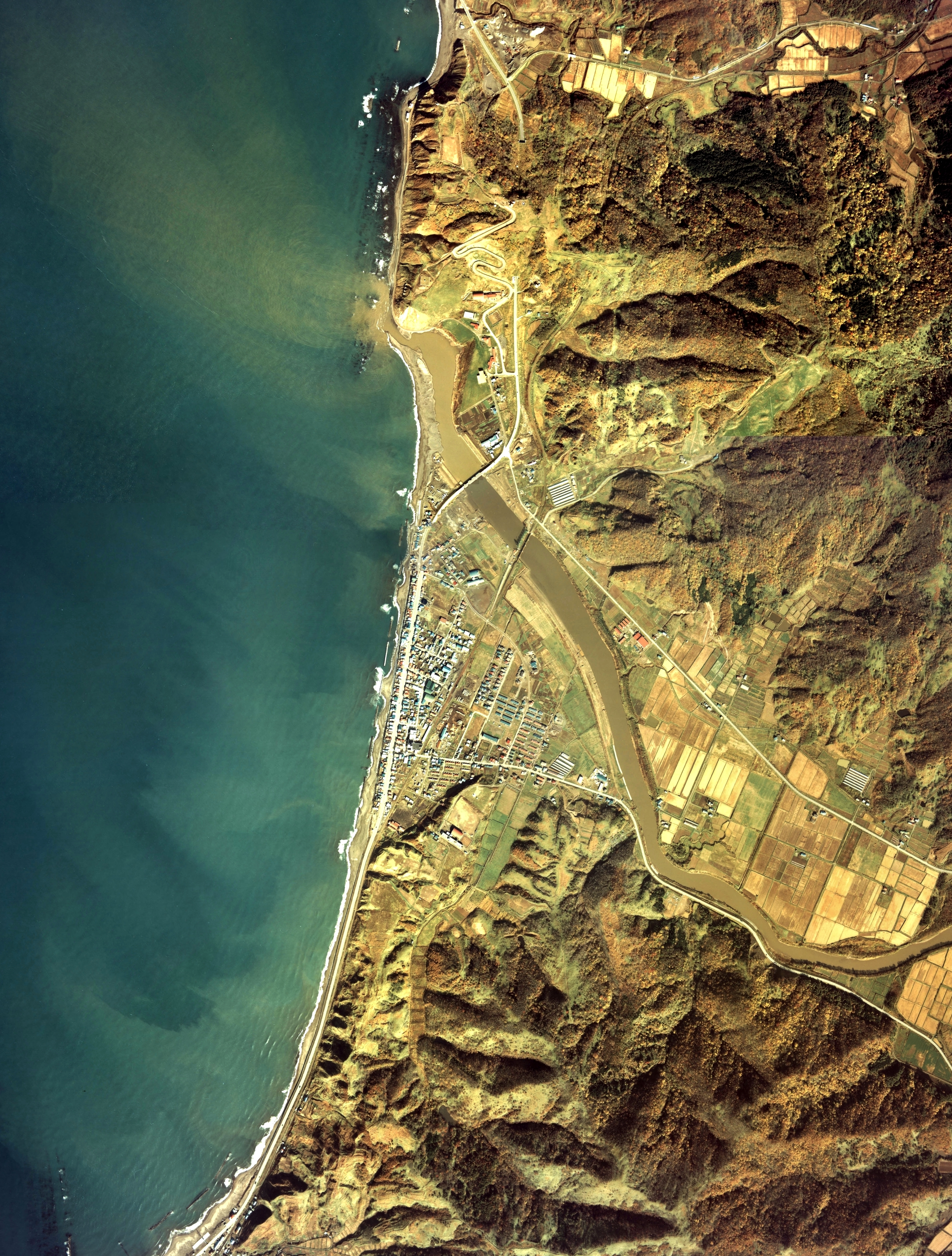
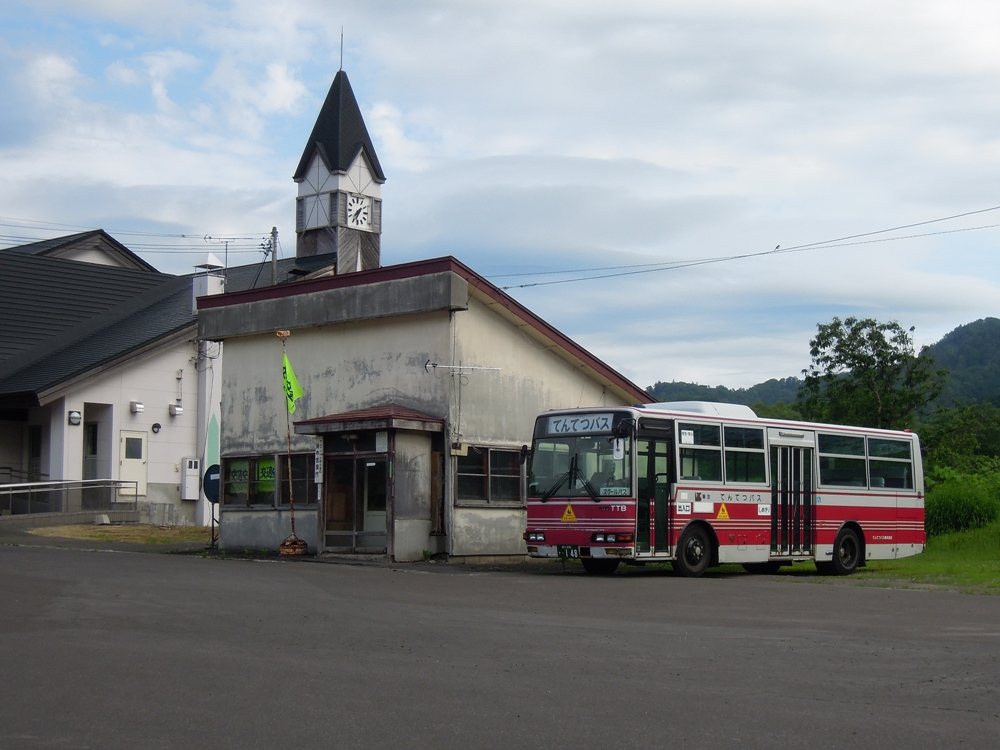
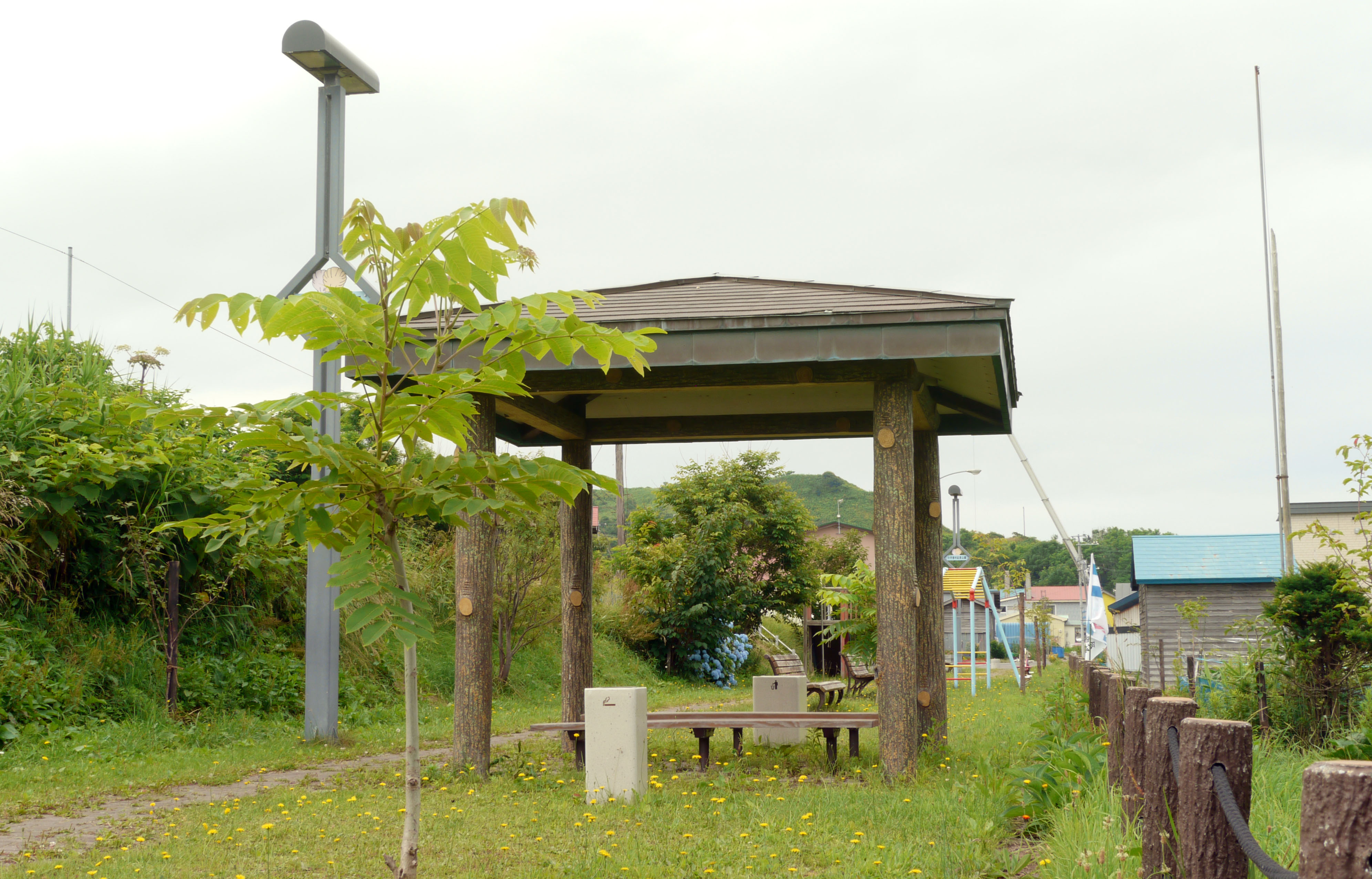
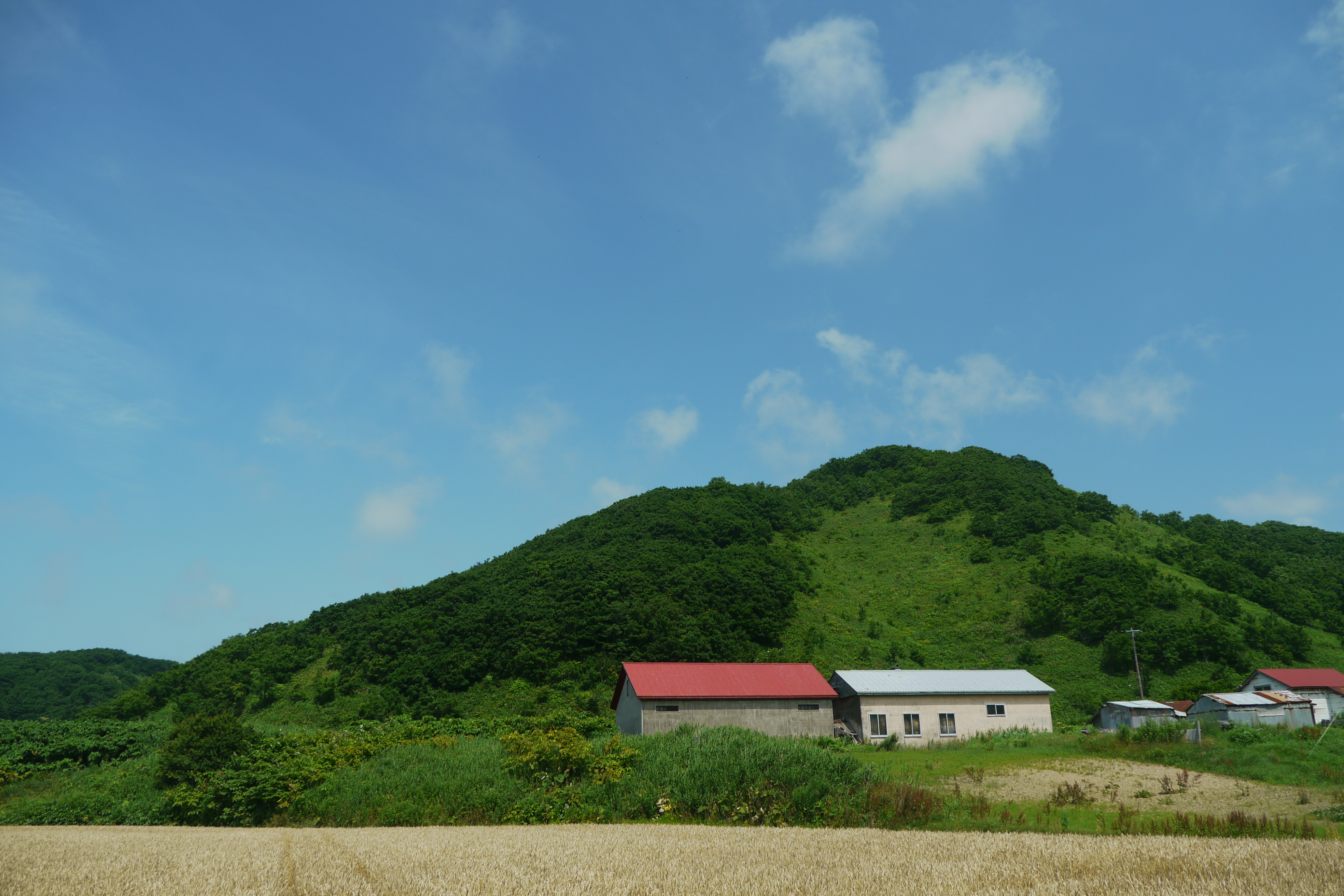

## Demografie
De onderstaande figuur geeft de leeftijd van de inwoners van Obira aan.

## Aangrenzende gemeenten
- Fukagawa
- Numata
- Horokanai
- Rumoi
- Tomamae